# Pueblo oropom
El pueblo oropom (también conocidos como iworopom, oworopom, oyoropom u oropoi) pobló gran parte de la antigua región de  Karamoya en Uganda,  en el área del monte Elgon y las regiones de West Pokot, Trans Nzoia y Turkana en Kenia. Sus descendientes fueron asimilados en gran medida por otras comunidades con las que fueron compartiendo territorios, como los pueblos iteso, karamojong, pokot, turkana y bukusu. Habitan enclaves dispersos entre el río Turkwel, las montañas Chemorongit y el monte Elgon.
Debido a la dispersión e integración con otras etnias no hablan una lengua única. Los iworopom-iteso hablan una lengua emparentada con el nilótico centro-oriental. Se registra dentro de las lenguas de África la existencia de un idioma oropom originaria de la zona de Karamoya, pero considerado lengua no clasificada.

## Antecedentes
El primer indicio de la existencia pasada de un pueblo conocido como Oropom fue a través del trabajo de campo realizado por J.G. Wilson a mediados del siglo XX. Mientras residía en la región de Karamoya en Uganda, se encontró con material arqueológico que incluía herramientas de piedra y cerámica de características similares a los hallados en los distritos de Karasuk, Turkana y West Pokot en Kenia. Wilson señaló que "el material recolectado, particularmente la cerámica, refleja un grado tan alto de habilidad y arte en su fabricación, que obviamente no está relacionado con las vasijas mucho más toscas de los actuales ocupantes de estas áreas". Su suposición fue confirmada por la mayoría de los residentes que no tenían tradiciones relacionadas con la fabricación de esas industrias, salvo algunas personas que afirmaban ser descendientes de un pueblo conocido como Oropom.

## Origen
Según Webster, los primeros grupos del pueblo oropom habitaban cerca del monte Moroto, desde donde se trasladaron al oeste hasta las llanuras situadas entre Napak y el monte Elgon.
Según la tradición del pueblo oropom registradas por Wilson su territorio originario comprendía toda la región de Turkana hasta un territorio al este del lago Turkana que los oropom llamaron "Malimalte"; las colinas Cherangani hacia el este hasta el lago Baringo, gran parte del distrito de Trans-Nzoia (Kenia); monte Elgon y toda la subregión de Teso en Uganda; así como las áreas de Didinga y Toposa en Sudán.

## Historia
Con base en la tradición oral y los pocos hallazgos arqueológicos se especula que los oropom fueron invadidos y asimilados por sucesivas oleadas de migrantes que invadieron su territorio. Wilson sugiere que los primeros invasores del territorio oropom fueron hablantes de proto-kalenjin que pueden haber incluido integrantes de los pueblos nyangiga, teuso y tepes.
Fueron seguidos por los Maliri que habían ocupado con certeza lo que ahora es el país Jie y gran parte del país Dodoth en Uganda. Se estima que su llegada a esos distritos ocurrió hace 600 a 800 años (es decir, entre el 1200 y el 1400 d. C.).
Entre los siglos XVII y XVIII los movimientos poblacionales en la región de los Grandes Lagos afectará a la totalidad de las comunidades étnicas establecidas hasta la fecha. La entrada de pueblos de lenguas nilóticas traerá como consecuencia la asimilación de unos por otros o el desplazamiento a otras zonas por presión de los recién llegados o rechazo por parte de los anfitriones:

### Pokot - Oropom
La entrada del pueblo pokot al lago Baringo afectó a una comunidad oropom asentada a sus orillas. En su migración al sur, los pokot llegaron a Nakiloro, donde comienza la escarpa del condado de Turkana, al norte de la montaña Moroto, donde permanecieron por un corto tiempo.  Luego migraron más al sur, bajando por el lado este de las montañas Chemorongit y Cherangani antes de finalmente tomar en dirección al lago Baringo. Tras el encuentro, una parte de los oropom se inntegró con los pokot, mientras que otros decidieron emigrar.

### Turkwell - Oropom
Un grupo de familias del pueblo oropom tuvo por objetivo llegar a los territorios del río Turkwell, atravesando su desfiladero con el objeto de asentarse en sus orillas.

### Uasin Gishu - Oropom
Otros oropom se trasladaron al territorio controlado por Uasin Gishu Maasai. Según la tradición masái, una alianza de las comunidades de Uasin Gishu y Siria atacó a los chemngal que entonces ocupaban la meseta hoy conocida como Uasin Gishu.

### Chemorongit - Oropom
Otra parte del pueblo oropom se dirigió a las montañas Chemorongit (Karasuk), que todavía formaban parte de su territorio junto al área al oeste y al sur de la montaña Moroto.

### Monte Elgon
Los pokot siguieron extendiendo sus dominios y expulsando o absorbiendo comunidades oropom asentadas en las orillas norte y oeste del lago Baringo. En dirección norte, expulsaron a otros oropom de las montañas Cherengani y también de los asentamientos en las laderas oeste del monte Elgón.
La zona del monte Elgon con comunidades oropom tenía un clan importante conocido como sirikwa. En el yacimiento arqueológico del mismo nombre quedan registros de una población densa y se especula que esa comunidad fue absorbida por el pueblo karimojong en el siglo XVIII.

### La batalla de Kacheliba
El golpe final a la etnia oropom habría tenido lugar en enfrentamiento con el pueblo karamajong en el siglo XIX cerca de Kacheliba, entre el lago Turkana y el Victoria. Se discute si fue en torno al año 1825 o 1830.
Una leyenda oropom señala que los embates del pueblo karamojon desplazaban cada vez más al sur a los guerreros de oropom. Estos, cansados de huir, decidieron sacrificar su valor más preciado, el ganado. Quitaron los cueros y con ellos hicieron cuerdas de cuero. Se ataron y dijeron “estamos cansados de correr, es mejor que todos muramos aquí juntos”.
Por su parte, la tradición del pueblo karamojong describe a su manera el desenlace militar de la batalla con los oropom: "... Sus escudos eran más grandes que los nuestros, pero eran ineficaces ya que estaban hechos de piel de vaca. Sus lanzas eran diferentes a las nuestras, más parecidas a las de los Nandi. Cuando fuimos lo suficientemente fuertes, fuimos a por su ganado, que tenía largos cuernos, y luchamos una gran batalla con ellos, sin embargo eran cobardes y sus mayores tuvieron que obligar a los jóvenes a enfrenarnos, para ello los juntaron en largas filas, sujetándolos unos a otros con cuerdas, para evitar que huyeran. Esto fue muy tonto, ya que cuando matamos a uno o dos de ellos, toda la línea se derrumbó con el peso de sus cuerpos y los sacrificamos donde cayeron "
Tras la batalla el pueblo oropom  que sobrevivió comenzó una nueva diáspora tanto en dirección este como al sur. Algunos asentamientos oropom permanecieron entre Kacheliba y Karta hasta 1927. Algunas áreas no se vieron afectadas por esta batalla, y parte del pueblo oropom permaneció entre Lolachat y Namalu en el condado de Pian en el distrito de Nakapiripirit, y en el área entre el monte Elgon y el monte Kadam. Las tradiciones del pueblo didinga de Sudán del Sur aparentemente registran el desplazamiento de un pueblo "rojo", llamado argit, que era experto en alfarería.

## Integración con otras etnias

### Iworopom-iteso
Habitan el centro y el sur de Karamoya en la región noreste de Uganda. La integración tuvo lugar entre los siglos XVII y XVIII, y participaron pueblos de lengua luo y nilótico oriental. Actualmente hablan una lengua emparentada con el nilótico centro-oriental. Es un pueblo ganadero, dedicado a la cría de bovinos.
Los enfrentamientos de los iworopom con el pueblo Karamojong por el robo de ganados se mantienen desde el siglo XIX.

### Karamojong, Turkana y Tepes
Algunos miembros del pueblo oropom huyeron hacia el norte y se unieron a comunidades del pueblo turkana y tepes. Las comunidades oropom estaban (a partir de 1970), según Wilson, concentradas en el área de Karamoya en los condados de Matheniko y Jie, y en menor medida en Bokora; algunos también se encontraron entre la población tepes del monte Moroto y el monte Kadam. Otros se encontraron en el condado de Pian, especialmente en Lorengedwat. (cl, 173)
Bukusu
Otros refugiados al pueblo bukusu, de la etnia luyia en la región occidental de Kenia. La integración cambió notablemente sus costumbres. Es un pueblo ganadero pero también agricultor con plantaciones de café.

### Uasin Gishu Masai
Algunos refugiados del pueblo oropom huyeron hacia el este y encontraron refugio en la meseta de Uasin Gishu, donde han sido fuertemente identificados con los Uas Nkishu Masai.

### Pokot
Algunos refugiados se unieron al pueblo pokot.

## Cultura

### Apariencia
Wilson (1970) señaló que algunos individuos que vivían entre los karamojong y que afirmaban tener ascendencia oropom podían distinguirse por su piel marrón rojiza, "pelo de pimienta", ojos rasgados y pómulos prominentes. Sobre esta base, los atribuyó al grupo Khoisan. En 1970, su distintivo principal era la costumbre de usar un caparazón de cauri unido a un mechón colocado sobre el centro de la frente (para las mujeres), o una marca con sangría en el centro de la frente (para los hombres).

### Vivienda
Las tradiciones también capturadas por Wilson señalan que los oropom tenían casas bien construidas de tres a cuatro habitaciones (a diferencia de los Karamojong), grandes jardines y cabezas de ganado de cuernos largos como ornamentación. También tenían fama de buenos alfareros.

### Vestimenta
Las mujeres vestían ropas de piel y aretes grandes, y no se trenzaban el cabello; los hombres no llevaban nada más que un cinturón que les cubría el pene y tenían largas coletas. Ambos sexos llevaban muchos brazaletes y se cubrían con una mezcla de aceite y ocre rojo.

### Industria
Wilson postula que no tenían conocimiento del trabajo del hierro ya que la mayoría de sus herramientas e implementos eran de la Edad de Piedra.

## Religión y costumbres
Se dice que sus ritos religiosos tenían lugar invariablemente al amanecer, generalmente en afloramientos rocosos. Algunos involucraban sacrificios de animales. Ciertos rituales estaban reservados para los ancianos, mientras que otros estaban abiertos a todos. Las fiestas rituales se llevaban a cabo en círculos de piedra. La mayoría de los relatos de los oropom afirman que no practicaban la circuncisión como rito de iniciación.